# Cymatomera denticollis
Cymatomera denticollis är en insektsart som beskrevs av Hermann Rudolph Schaum 1853. Cymatomera denticollis ingår i släktet Cymatomera och familjen vårtbitare. Inga underarter finns listade i Catalogue of Life.